# International Plant Names Index
L'International Plant Names Index (IPNI) si descrive come "un database dei nomi e dei dettagli bibliografici di base associati per angiospermae, felci e lycophytae".
La copertura dei nomi delle piante è migliore al livello di specie e generi.
Tra gli obiettivi del progetto vi è l'eliminazione della necessità di ricorrere ripetutamente alle fonti primarie per le informazioni bibliografiche di base sui nomi delle piante.
L'IPNI mantiene anche una lista delle abbreviazioni standard degli autori botanici. Inizialmente queste abbreviazioni erano basate sul lavoro di Brummitt & Powell (1992), ma nuovi nomi ed abbreviazioni sono costantemente aggiunti.

## Descrizione
IPNI è il prodotto di una collaborazione tra i Royal Botanic Gardens di Kew (Index Kewensis), gli Erbari dell'Università di Harvard (Gray Herbarium Index) e l'Australian National Herbarium (APNI).
Il databese dell'IPNI è una raccolta di nomi registrati dalle tre istituzioni cooperanti, che puntano alla standardizzazione delle informazioni.
Lo standard per le abbreviazioni degli autori raccomandato dall'International Code of Botanical Nomenclature è l'"Authors of Plant Names" di Brummitt e Powell.
Una lista digitale e in continuo aggiornamento degli autori e delle abbreviazioni può essere liberamente consultata sul sito dell'IPNI.
L'utilizzo del database dell'IPNI è gratuito.
L'IPNI riporta i nomi che sono comparsi in pubblicazioni scientifiche, con l'obiettivo di fornire un indice dei nomi pubblicati, piuttosto che definire la nomenclatura botanica accettata.
Un progetto simile, che elenca i nomi dei fungi, è l'Index Fungorum.